# Второе сицилийское восстание
Второе Сицилийское восстание — восстание рабов в Сицилии в 104—99 годах до н. э.

## Предыстория
Сицилия, в то время провинция с наиболее многочисленными и развитыми рабовладельческими хозяйствами, уже становилась ареной восстаний рабов. В 136—132 годах до н. э. произошло самое крупное из них — так называемое Первое сицилийское восстание.

## Причины восстания
Поводом к стихийному выступлению рабов стало прекращение устроенной сенатом проверки, которая сопровождалась освобождением части рабов. Командующий римской армией Гай Марий нуждался в солдатах (в это время шла Кимврская война) и потому приказал провести проверку рабов на предмет наличия среди них незаконно отданных в рабство. Они подлежали освобождению и зачислению в действующую армию. Однако в Сицилии проверка очень скоро прекратилась, что было вызвано, по всей видимости, подкупом проверявшего списки римского наместника Нервы крупными землевладельцами, не желавшими терять своих рабов.

## Начало восстания

### Очаг на востоке Сицилии
В 104 году до н. э. около 80 рабов убили своего хозяина у Гераклеи Минойской, после чего скрылись в горах. Слухи об успешном заговоре проникли в среду рабов других рабовладельцев, так что вскоре множество рабов из окрестностей собралось вместе в горах. Нерва послал против беглых рабов небольшой отряд, который был, однако, разбит рабами. В результате рабы получили оружие, а слухи о новом восстании рабов начали распространяться по острову. В результате, численность восставших с этого момента начала быстро расти.
Восставшие по образцу Первого Сицилийского восстания избрали царя. Им стал раб-италик Сальвий, принявший имя Трифона. Трифон создал армию из беглых рабов, разделил её на три части и приказал трём отрядам действовать отдельно друг от друга, но встречаться всем в специально назначенное для этого время.

### Очаг на западе Сицилии
Параллельно в окрестностях Лилибея поднял восстание управляющий поместьем (вилик) киликиец Афинион, которого рабы также провозгласили царём. Этот очаг также очень быстро разрастался, поскольку для восстания у рабов было достаточно оснований.
Афинион отбирал в свою армию только наиболее годных к службе, а всем остальным приказал продолжать работу на поместьях уже в качестве свободных людей для снабжения армии всем необходимым.

## Объединение сил восставших
Наконец, восставшие встретились и решили объединить свои усилия. При этом Афинион признал верховную власть Трифона, а сам стал главнокомандующим армией. Своей столицей Трифон сделал хорошо укреплённый город Триокалу. Трифон установил порядок, по которому существовали сам царь, обладавший высшей властью, назначаемый царём совет и народное собрание.
К восставшим рабам присоединилась часть плебеев, что позволяет говорить о чём-то большем, чем просто о восстании рабов.

## Заключительный этап восстания
В 103 году до н. э. в Сицилию были переброшены крупные силы претора Луция Лициния Лукулла. Лукулл разбил армию Трифона и Афиниона, однако взять Триокалу он не сумел. Вероятно, его силы были недостаточны, поскольку в это время римляне сражались с кимврами и тевтонами на севере Италии.
Лишь в 101 году до н. э. в Сицилию были переброшены силы, достаточные для подавления восстания. С ними в Сицилию прибыл консул Маний Аквилий. К этому времени Трифон уже умер, и вождём восставших стал Афинион, который во время бездействия римлян достиг значительных успехов.
Победа в решающем сражении осталась за римлянами. Афинион был убит. Лишь небольшой выживший отряд разбитой армии рабов и разрозненные отряды восставших продолжали сопротивление вплоть до 99 года до н. э.

## В художественной литературе
Восстание описано в романе Ярмилы Лоукотковой «Для кого кровь» (1968).